# David Cullen
David Cullen, född 30 december 1976, är en kanadensisk före detta professionell ishockeyspelare (back).
Under sin karriär spelade han bl.a. för Phoenix Coyotes och Minnesota Wild i National Hockey League. Säsongen 2007/2008 spelade han för Färjestad BK i Elitserien.